# Otto Pippel
Otto Eduard Pippel (ur. 10 lutego 1878 w Łodzi, zm. 17 maja 1960 w Planegg) – niemiecki malarz impresjonistyczny

## Życiorys
Pippel urodził się w Łodzi w rodzinie niemieckich imigrantów z Westfalii, jako syn tkacza Edwarda Pippela oraz Marii z domu Braun. Jego braćmi byli łódzcy fotografowie Edward Pippel i Alfred Pippel. Jego mecenasem był Robert Biedermann, z którym jego rodzina była blisko związana. W 1895 r. podjął naukę u Antona Sedera w szkole artystycznej w Strasburgu, gdzie przeniósł się z rodzicami. Następnie odbył służbę wojskową w armii carskiej (m.in. w wojnie rosyjsko-japońskiej) i ukończył studia w Karlsruhe w 1905 r. u Friedricha Fehra i Juliusa Hugo Bergmanna oraz ukończył szkolenie u malarza Gotthardta Kuehla w Akademii w Dreźnie. Najbardziej znaczący wpływ na jego malarstwo miała jego wizyta w Paryżu w 1908 r., kiedy poznał francuskich impresjonistów. W 1909 r. przeniósł się na stałe do Planegg. Od 1912 r. przynależał do Luitpoldgruppe. W 1912 r. po raz pierwszy odbyła się wystawa jego dzieł w Monachium. W trakcie I wojny światowej pracował jako tłumacz. W 1918 r. wrócił do Planegg, gdzie poświęcił się malarstwu. Malował głównie impresjonistyczne pejzaże, martwe natury i weduty. Słynął również z umieszczania na swoich obrazach miasta Monachium. Jego grób znajduje się na cmentarzu Planegg. Jego dzieła znajdują się w zasobach muzeów w: Bonn, Bremerhaven, Detmold, Dortmundzie, Lipsku, Monachium, a także w zbiorach Muzeum Sztuki w Łodzi.

### Życie prywatne
Miał żonę oraz syna Waltera. Grób Pippela znajduje się na cmentarzu Planegg.